# Inițiativa România Liberală
Inițiativa România Liberală (IRL) este o mișcare civică din România,  construită în jurul unui site inițiat de Bogdan Duca și de alți membri și simpatizanți ai PNL, mișcarea propriu-zisă  fiind lansată pe 22 aprilie 2013 și coagulată în jurul lui Andrei Chiliman.
Printre membrii-fondatori se numără Andrei Chiliman, Vlad Moisescu, Diana Tușa, Bogdan Duca, Dan Cristian Popescu și Iulian Crăciun..
Pe 9 februarie 2014, IRL și-a lansat filiala din Cluj.
Pe 7 septembrie 2013, Alianța pentru Dreptate și Adevăr (FC-PNTCD) a semnat un protocol prin care Inițiativa România Liberală a fost cooptată în ADA, cele trei formațiuni urmând să aibă candidat unic la alegerile prezidențiale și candidați comuni la europarlamentare.
În aprilie 2014, nemulțumit de politica de alianțe a mișcării civice, care se îndepărta tot mai mult de idealul de actor al societății civile, prevăzut chiar de documentele fondatoare, Bogdan Duca și-a prezentat demisia atât din conducerea IRL cât și din poziția de membru al acestei organizații.
Pe 16 iunie 2014, PDL și Inițiativa România Liberală au semnat un protocol de colaborare politică iar Andrei Chiliman a fost cooptat în Biroul Permanent Național, ca prim-vicepreședinte și, de asemenea, ca președinte interimar al Organizației democrat-liberale a Sectorului 1.